# Les Ailes de la nuit (roman)
Pour les articles homonymes, voir Les Ailes de la nuit.
Les Ailes de la nuit (titre original : Nightwings) est un roman de science-fiction de Robert Silverberg publié aux États-Unis en 1969 et en France en 1975. Il est composé à partir de trois romans courts publiés précédemment dans la revue Galaxy Science Fiction, Nightwings (1968), Perris Way (1968) et To Jorslem (1969), que l'auteur a légèrement remaniés. Le premier de ces trois romans courts a obtenu le prix Hugo du meilleur roman court 1969.

## Résumé
Vaincus il y a de nombreuses années par la race humaine, les extraterrestres ont promis qu'ils se vengeraient et qu'un jour ils envahiraient la Terre. Le temps a passé, la civilisation humaine a périclité et n'est plus que l'ombre d'elle-même, mais la tradition maintient le souvenir d'une possible menace venant d'ailleurs.

Le guetteur Wuelig est membre de la caste chargée de surveiller le ciel avec ses pouvoirs psychiques. Or, cette attente jusqu’alors toujours vaine, trouve un jour sa raison d'être.

## Prix littéraires
- Prix Hugo du meilleur roman court 1969 pour le premier roman court composant ce roman.
- Prix Apollo 1976.

## Éditions françaises
- J'ai lu, collection Science-Fiction no 585, 1975 ; rééditions en février 1984  (ISBN 2-277-11585-1), décembre 1987, novembre 1993, janvier 1999 et juillet 2013  (ISBN 978-2-290-07238-7) ;
- dans l'anthologie Chute dans le réel, Omnibus, janvier 1996  (ISBN 2-258-04059-0).